# Aprasia inaurita
Aprasia inaurita är en ödleart som beskrevs av  Arnold Girard Kluge 1974. Aprasia inaurita ingår i släktet Aprasia och familjen fenfotingar. Inga underarter finns listade i Catalogue of Life.
Arten förekommer i södra och sydvästra Australien. Honor lägger ägg.